# Wietske van Zwol
Wietske van Zwol (Friesland, 1963) is een Nederlandse bridgespeelster. Ze maakte van 1996 tot 2019, met enkele onderbrekingen, deel uit van het Nederlandse vrouwenteam.
Wietske van Zwol studeerde economie in Groningen en is werkzaam als directeur bij de Sociale Faculteit van de Universiteit van Tilburg.
Tijdens haar studie begon Van Zwol met bridge. Ze trouwde met Carel Berendregt, waarmee ze meerdere NKs Mixed won. 
Ze speelde met verschillende partners voor het vrouwenteam. Met Martine Verbeek behaalde ze goud in de Venice Cup (WK) in 2000. Verder behaalde ze twee keer goud op het EK teams; met Femke Hoogweg in 2002 en met Carla Arnolds in 2014. Ook bij het EK paren behaalde ze twee keer goud; met Martine Verbeek in 2009 en met Magie Ticha in 2017. 
Van 2001 t/m 2005 speelde ze met Femke Hoogweg. Toen Bep Vriend in 2012 afscheid van het nationale team nam, volgde Van Zwol haar op als partner van Carla Arnolds. In 2014 wonnen zij het Europees Kampioenschap in Opatija, Kroatië. Hun teamgenoten waren Marion Michielsen en Meike Wortel en Jet Pasman & Anneke Simons.

## Palmares
|                              | Jaar       | Partner         |
| Venice Cup                   | Venice Cup | Venice Cup      |
| ---------------------------- | ---------- | --------------- |
| Goud                         | 2000       | Martine Verbeek |
| Brons                        | 2003       | Carla Arnolds   |
| Brons                        | 2005       | Femke Hoogweg   |
| Europees Kampioenschap Teams |            |                 |
| Goud                         | 2002       | Femke Hoofweg   |
| Goud                         | 2014       | Carla Arnolds   |
| Zilver                       | 1999       | Martine Verbeek |
| Zilver                       | 2001       | Femke Hoogweg   |
| Zilver                       | 2003       | Femke Hoogweg   |
| Zilver                       | 2004       | Femke Hoogweg   |
| Zilver                       | 2005       | Femke Hoogweg   |
| Zilver                       | 2009       | Martine Verbeek |